# クチの地下道

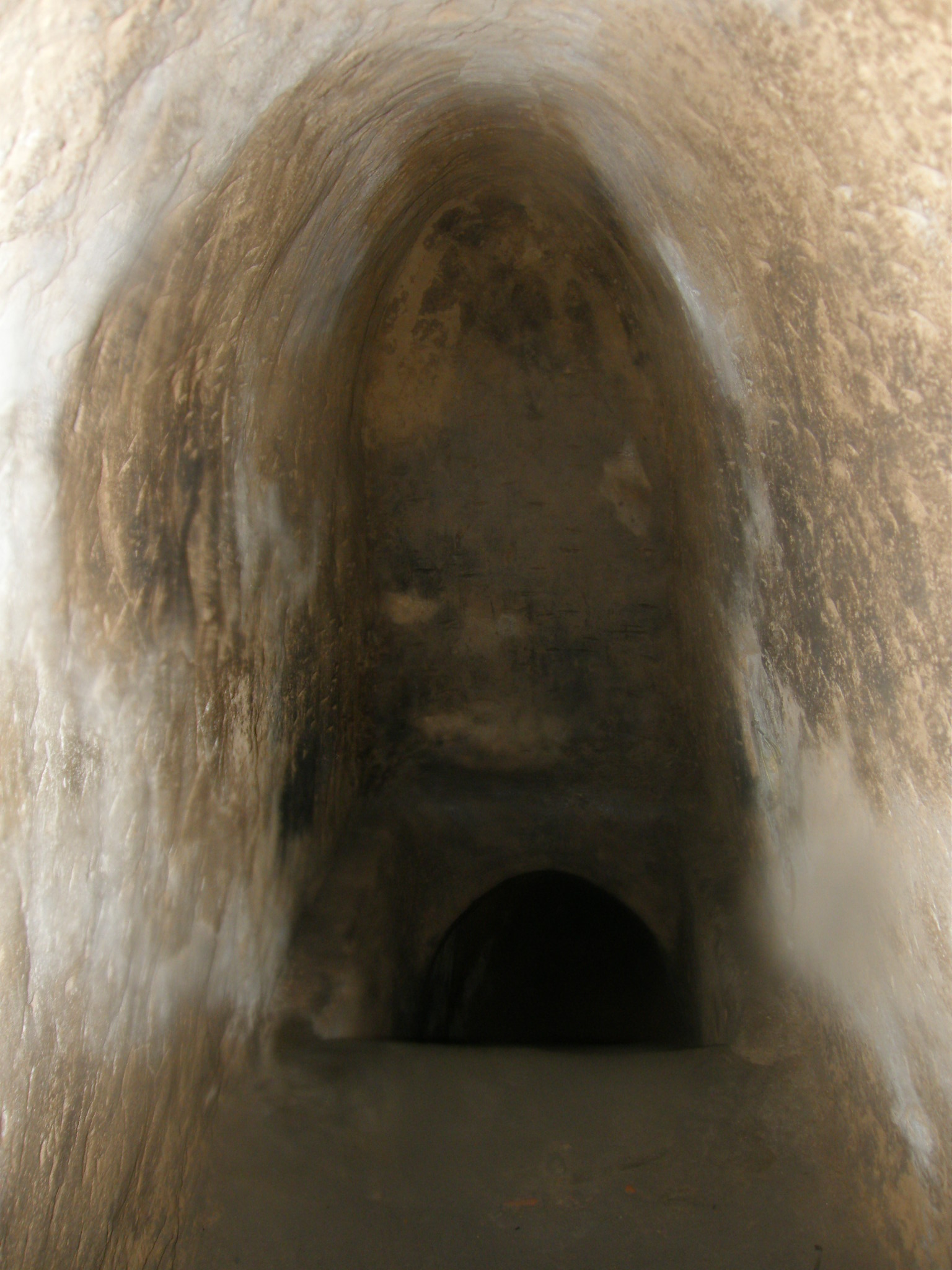
クチトンネル

クチの地下道（クチのちかどう、ベトナム語：Địa đạo Củ Chi / 地道枸枝）は、ベトナムのホーチミン市クチ県を中心とした、全長250kmの地下トンネルネットワークである。ベトナム戦争中に、南ベトナム解放民族戦線 によってゲリラ戦の根拠地として作られ、ここよりカンボジアとの国境付近までトンネルが張り巡らされていた。戦時中、南ベトナム解放民族戦線の兵士たちは様々な工夫をして、狭いトンネル内に身を潜めて暮らしており、当時の生活の様子や戦争中に使われた罠の数々が、戦争史跡公園として残されている。

## 交通
- ホーチミン市中心部から多くの旅行会社が安価なツアーを催行している。

座標: 北緯11度08分28.49秒 東経106度27分42.98秒 / 北緯11.1412472度 東経106.4619389度